# Leontina Albina Espinoza
Leontina Judith Albina Espinoza (* 1925; † 7. August 1998) war eine chilenische Frau, die dafür bekannt wurde, am meisten Kinder im 20. Jahrhundert zu haben. Im Guinness Book of Records wurde sie erstmals 1983 als Mutter von 55 Kindern aufgeführt. Dieser Rekord ließ sich jedoch nicht überprüfen und wurde ihr deshalb 1988 (nach anderer Quelle 1991) von der Redaktion wieder aberkannt.
Als sie 1995 die Geburt einer weiteren Tochter behördlich registrieren lassen wollte, wurden die Behörden wegen ihres hohen Alters von 69 Jahren misstrauisch. Untersuchungen ergaben, dass nicht nur dieses Kind nicht von ihr war, sondern dass sie auch einige andere Kinder, die von anderen Frauen geboren worden waren, als eigene ausgegeben hatte. Demnach wäre nur die Zahl von 14 eigenen Kindern, die seit 1955 in Chile geboren wurden, gesichert. Hinzu kämen die Kinder, die vor der Einwanderung der Familie 1953 aus Argentinien geboren worden waren, diese waren jedoch nicht mehr nachweisbar. 
Nach einem Bericht des Spartanburg Herald-Journal von 1988 lebte sie damals mit ihrem Mann und 18 Kindern in einer engen Holzhütte am Rand eines Slums in der Stadt Colina. Die Chilenin berichtete, selbst als Drilling geboren worden zu sein. Die hohe Anzahl von Kindern erklärte sie mit vielen Drillings- und Zwillingsgeburten, so dass sie bis 1953 insgesamt 24 Kinder geboren hätte.